# Peugeot XLD
Il Peugeot XLD era un motore Diesel per uso automobilistico prodotto dal 1968 al 1980 dalla Casa automobilistica francese Peugeot.

## Caratteristiche
Il motore XLD è stato introdotto per essere montato inizialmente sulle Peugeot 204. Le caratteristiche salienti di tale motore sono:
- architettura a 4 cilindri in linea;
- testata a due valvole per cilindro;
- distribuzione a un albero a camme in testa;
- alimentazione a iniezione indiretta.

Il motore XLD è stato proposto in due varianti, descritte di seguito.

### XLD
La versione di base, la prima a essere lanciata, è la XLD vera e propria, e possiede le seguenti caratteristiche:
- alesaggio e corsa: 75x71 mm;
- cilindrata: 1255 cm³;
- rapporto di compressione: 22,8:1;
- potenza massima: 40 CV a 5000 giri/min;
- coppia massima: 72 Nm a 3000 giri/min.

Tale versione, al momento del lancio, ha potuto vantare un piccolo record, vale a dire quello di essere il più piccolo motore diesel automobilistico in circolazione. È stata montata sulle Peugeot 204 Break Diesel e  Fourgonette Diesel prodotte tra il 1968 e il 1973.

### XL4D
A partire dal 1973, il motore XLD venne rivisto in più punti, assumendo le seguenti caratteristiche:
- alesaggio e corsa: 78x71 mm;
- cilindrata: 1357 cm³;
- rapporto di compressione: 23,3:1;
- potenza massima: 45 CV a 5000 giri/min;
- coppia massima: 76,5 N·m a 2500 giri/min.

Tale motore è stato montato su:
- Peugeot 204 Break Diesel / Fourgonette Diesel (1973-76);
- Peugeot 204 LD (1974-76);
- Peugeot 304 Diesel (1976-79).